# Ficus racemosa
Ficus racemosa — вид рослин роду фікус (Ficus).

## Назва
Рослина відома також під назвою «гуляр» гінді गूलर, «індійський інжир».

## Будова
Вічнозелене листяне дерево, що може досягати значних розмірів (15-18 м висоти). Виділяє молочний сік. Повітряних коренів, характерних для роду Ficus, немає. Листя овально-довгасте чи ланцетоподібне темнозелене, гладеньке з обох боків, 7.5-15 на 3.2-6.3 см. Квітне та плодоносить великими групами на стовбурі та гілках. Плід кулястої або грушеподібної форми 2-5 см в діаметрі. Стиглі фрукти оранжеві чи пурпурові мають приємний запах яблучного сидру.

## Життєвий цикл
Науковці виявили, що Ficus racemosa запилюється одним єдиним видом ос Ceratosolen fusciceps. Це один з поширених способів мутуалізму між інжиром та осами, що відкладають яйця у їхніх плодах, де згодом розвиваються личинки. Після перетворення на дорослу особину, комаха запилює свого хазяїна.

## Поширення та середовище існування
Росте у вологих місцях, на берегах потічків, ярів. Зустрічається у М'янмі, Китаї, Індонезії, Малайзії та Австралії.

## Практичне використання
В Індії дерево використовується в традиційній медицині з давніх часів, що задокументовано у Аюрведі. Ним лікували діабет, розлади печінки, діарею, запальні захворювання, геморой, дихальні та сечові хвороби. Сучасні фармакологічні дослідження підтверджують його антидіабетичну, жарознижувальну, протизапальну, гепатозахисну та антимікробну дію.
Плоди дерева їдять дикі птахи та тварини. Дикі свині вміють «трусити» дерево, щоб скинути на землю більше фіг. Мисливці на них полюють, заховавшись біля дерева з стиглими фруктами перед заходом сонця.
Вирощується селянами в Індії як їстівна рослина. Неспілі фрукти солять, з них роблять самбар, чатні, каррі. З кори роблять «кашаям» — традиційний відвар чи настоянка, що використовується у лікуванні застуди.
Стиглі фрукти їдять свіжими чи заливаються медом. Їх додають у сипічку, салати та морозиво. Вживати плоди потрібно обережно, оскільки вони часто заселені личинками. Сушені фрукти використовують для рагу, супів, добавкою до пластівців, кексів, пирогів, сендвічів, чизкейків та приготування баранини.

## В культурі
На гербу провінції Чумфон, Таїланд, богиня Апсара благословляє людей між двома деревами Ficus racemosa.

### В буддизмі
У буддизмі рослину називають «удумбара» і приписують їй надприродні властивості — квітнути раз в 3000 років.

## Галерея

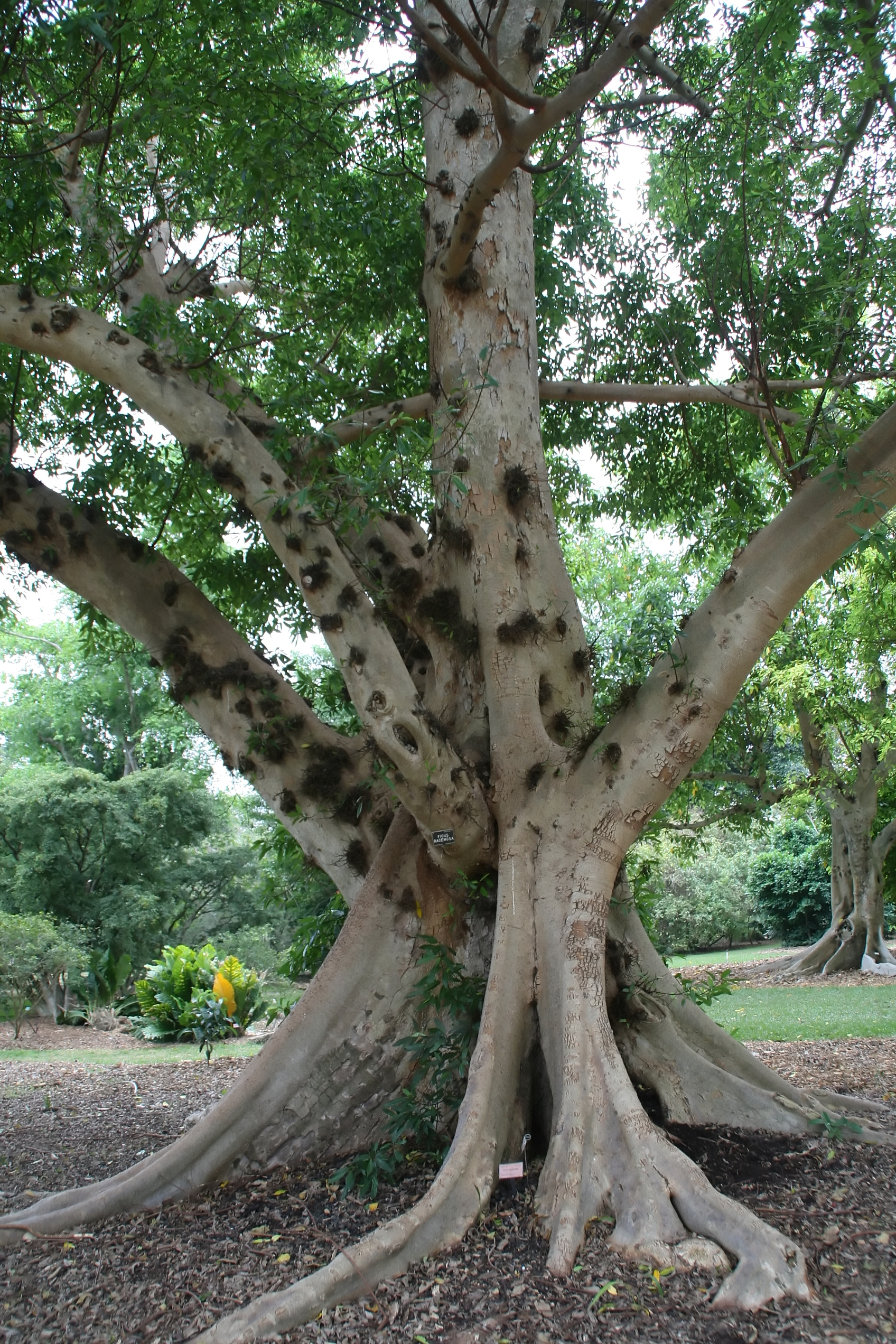
Вид дерева
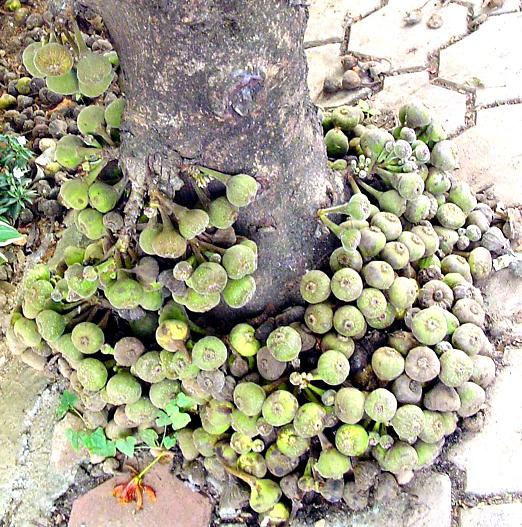
Стовбур з плодами
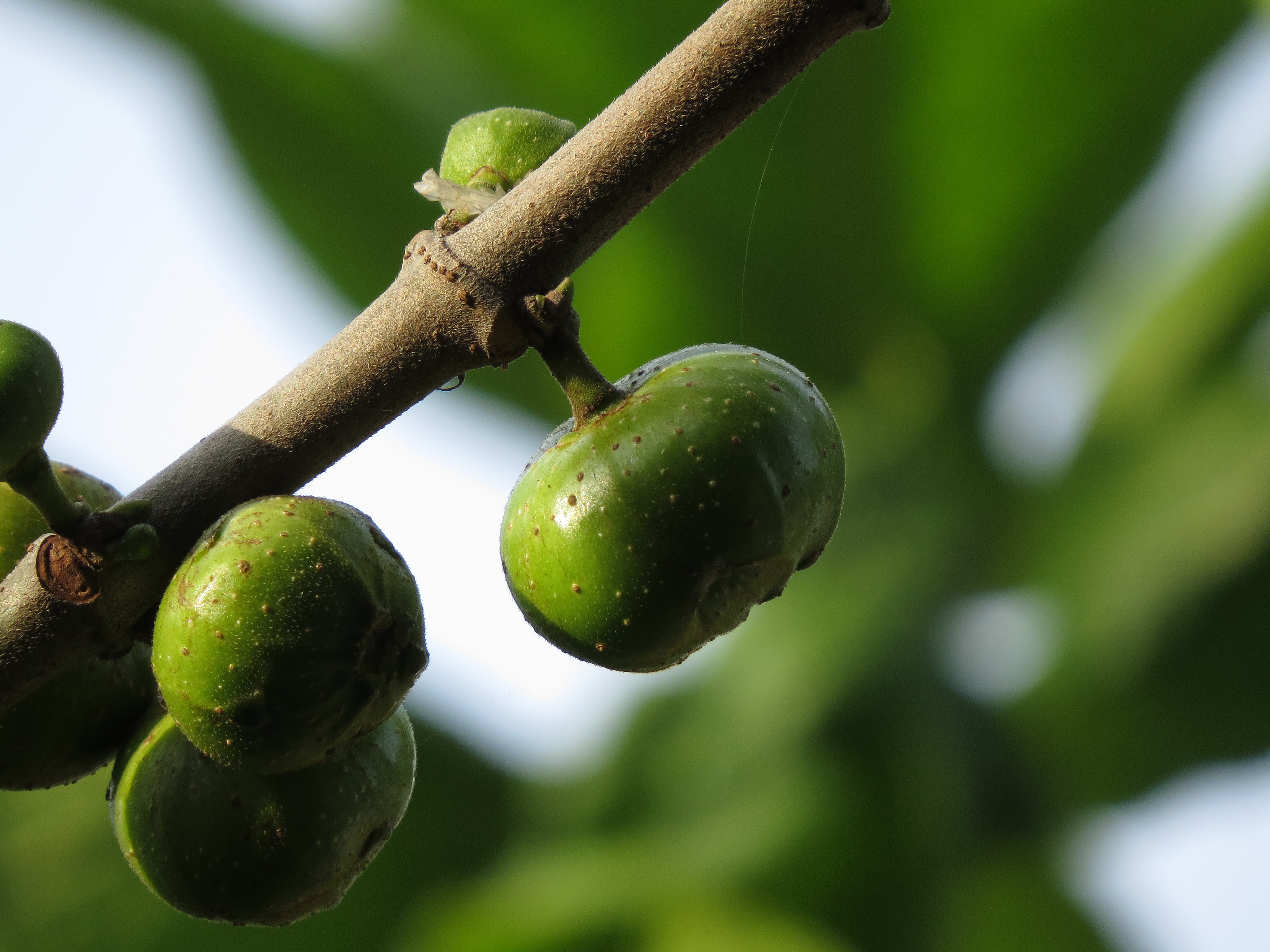
Незрілі плоди
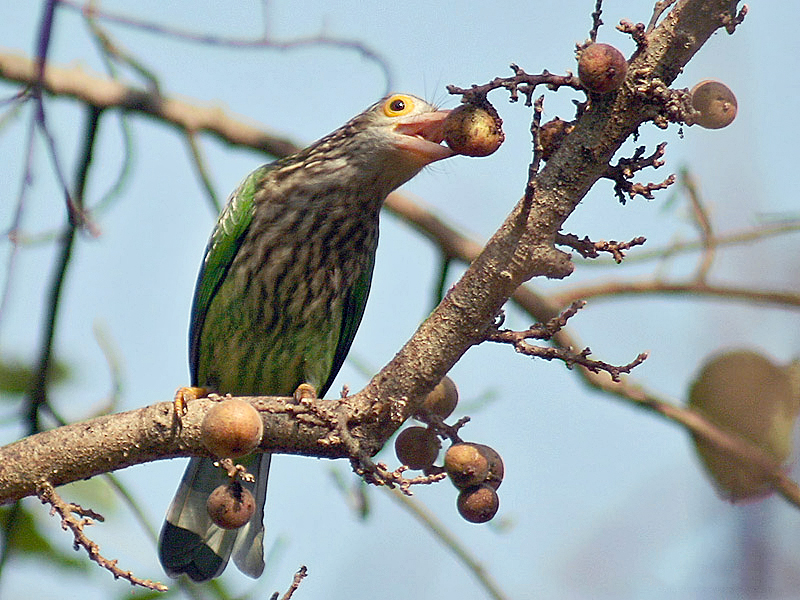
Пташка Psilopogon lineatus їсть плоди
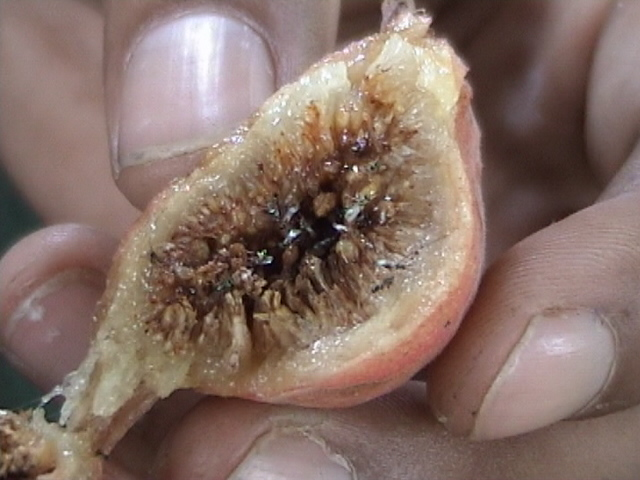
Плід
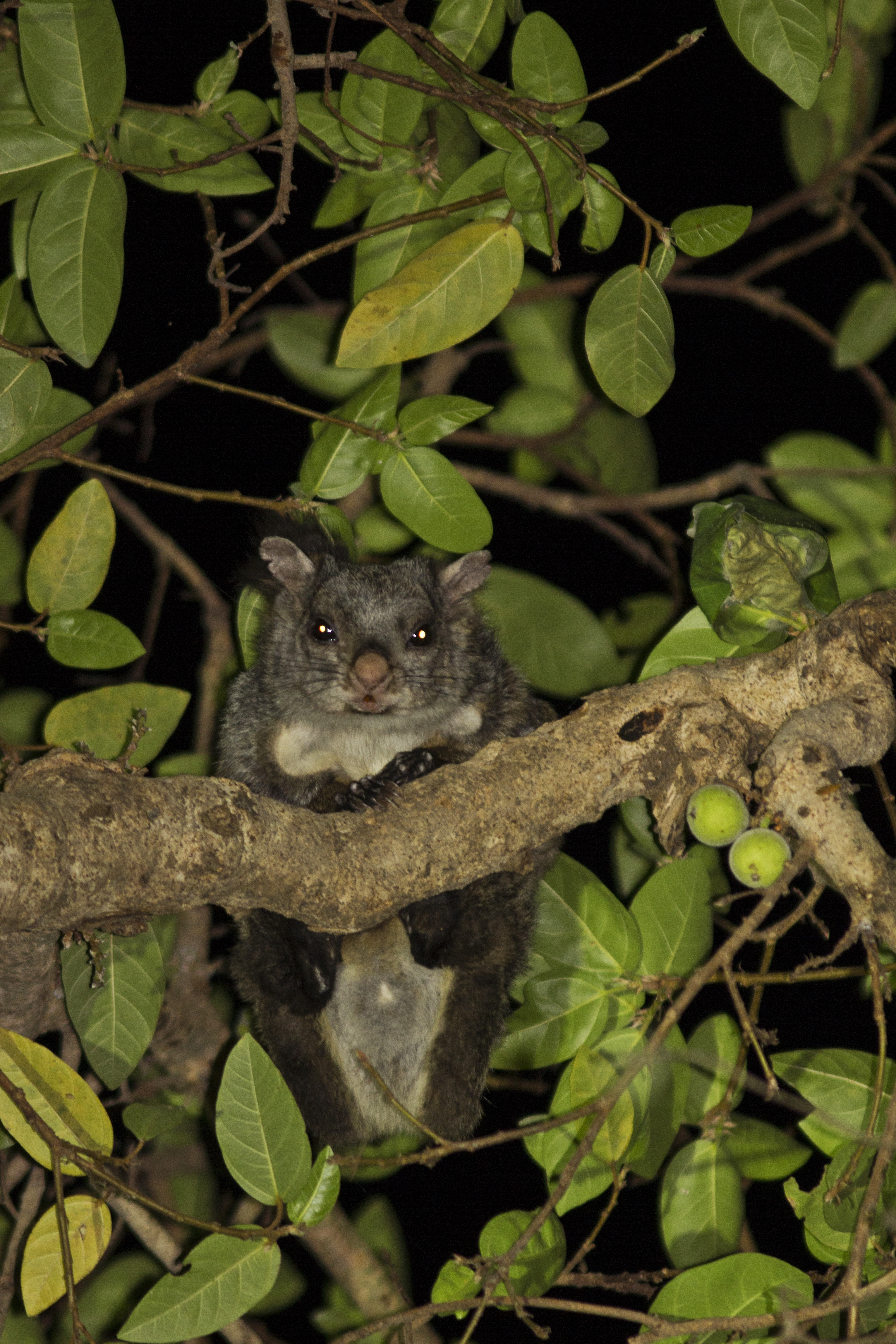
Летюча білка Petaurista philippensis на гілці дерева
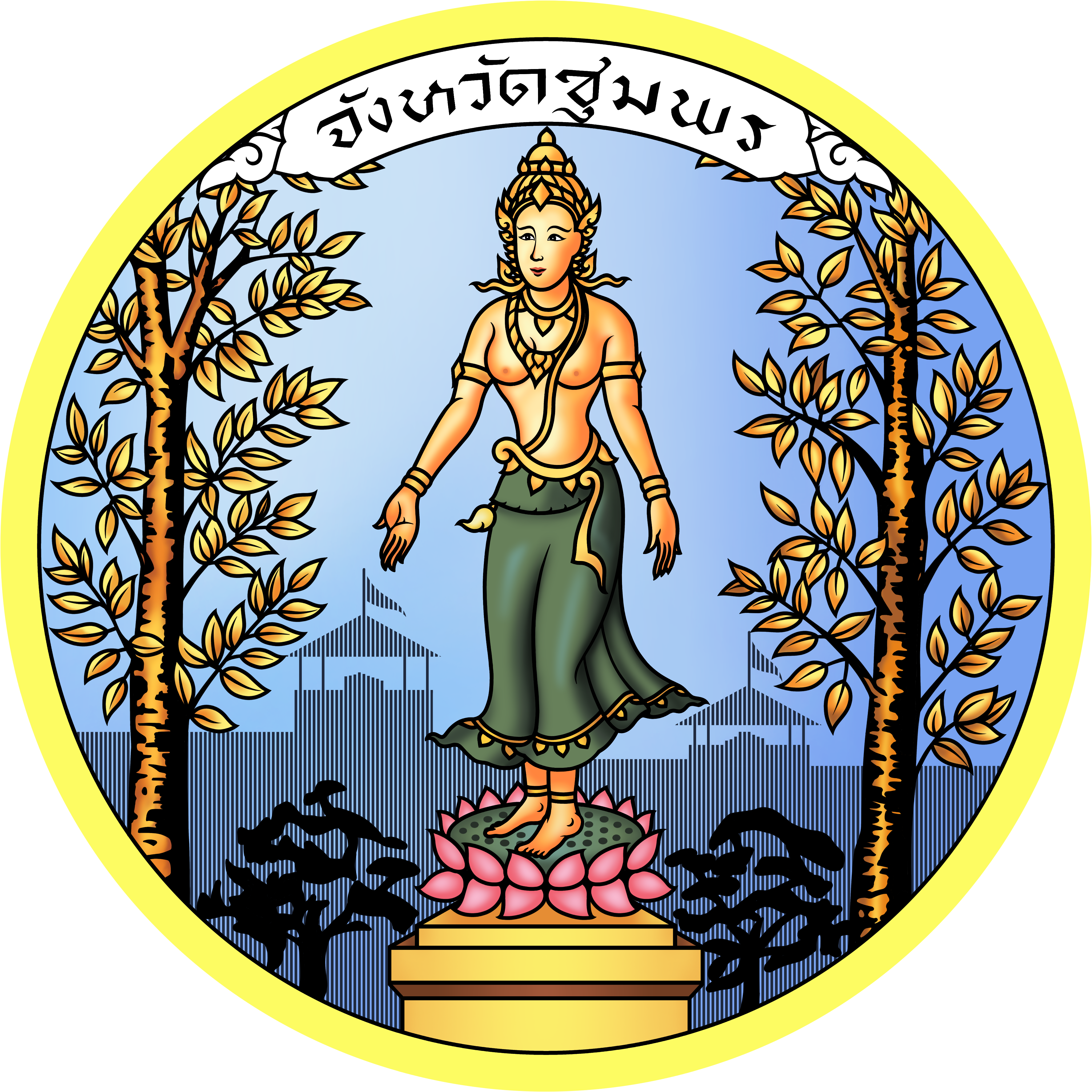
Герб із зображенням двох дерев Ficus racemosa